# ليزا باور (ناشطة حقوق إل جي بي تي)
ليزا باور (بالإنجليزية: Lisa Power)‏ هي ناشطة حقوق إل جي بي تي بريطانية، ولدت في ديسمبر 1954.